# NGC 5695
NGC 5695 é uma galáxia espiral barrada (SBa) localizada na direcção da constelação de Boötes. Possui uma declinação de +36° 34' 04" e uma ascensão recta de 14 horas, 37 minutos e 22,0 segundos.
A galáxia NGC 5695 foi descoberta em 1 de Maio de 1785 por William Herschel.